# Chubasco
Chubasco (Brasil: Pelos Mares do Mundo ) é um filme estadunidense  de 1967, dos gêneros aventura, drama e romance, dirigido e roteirizado por Allen H. Miner, música de William Lava.

## Sinopse
Um jovem rebelde, emprega-se como marinheiro em um barco pesqueiro, mas arranja problemas para si próprio quando se apaixona e foge com a filha de seu capitão.

## Elenco
- Richard Egan ....... Sebastian
- Christopher Jones ....... Chubasco
- Susan Strasberg ....... Bunny
- Ann Sothern ....... Angela
- Simon Oakland ....... Laurindo
- Audrey Totter ....... Theresa
- Preston Foster .......  Nick
- Peter Whitney ....... Matt
- Edward Binns ....... Juiz North
- Joe De Santis ....... Benito
- Norman Alden ....... Frenchy
- Stewart Moss ....... Les
- Ron Rich ....... Juno
- Milton Frome ....... Sargento policial
- Ernest Sarracino ....... Juan